# Bedford OX

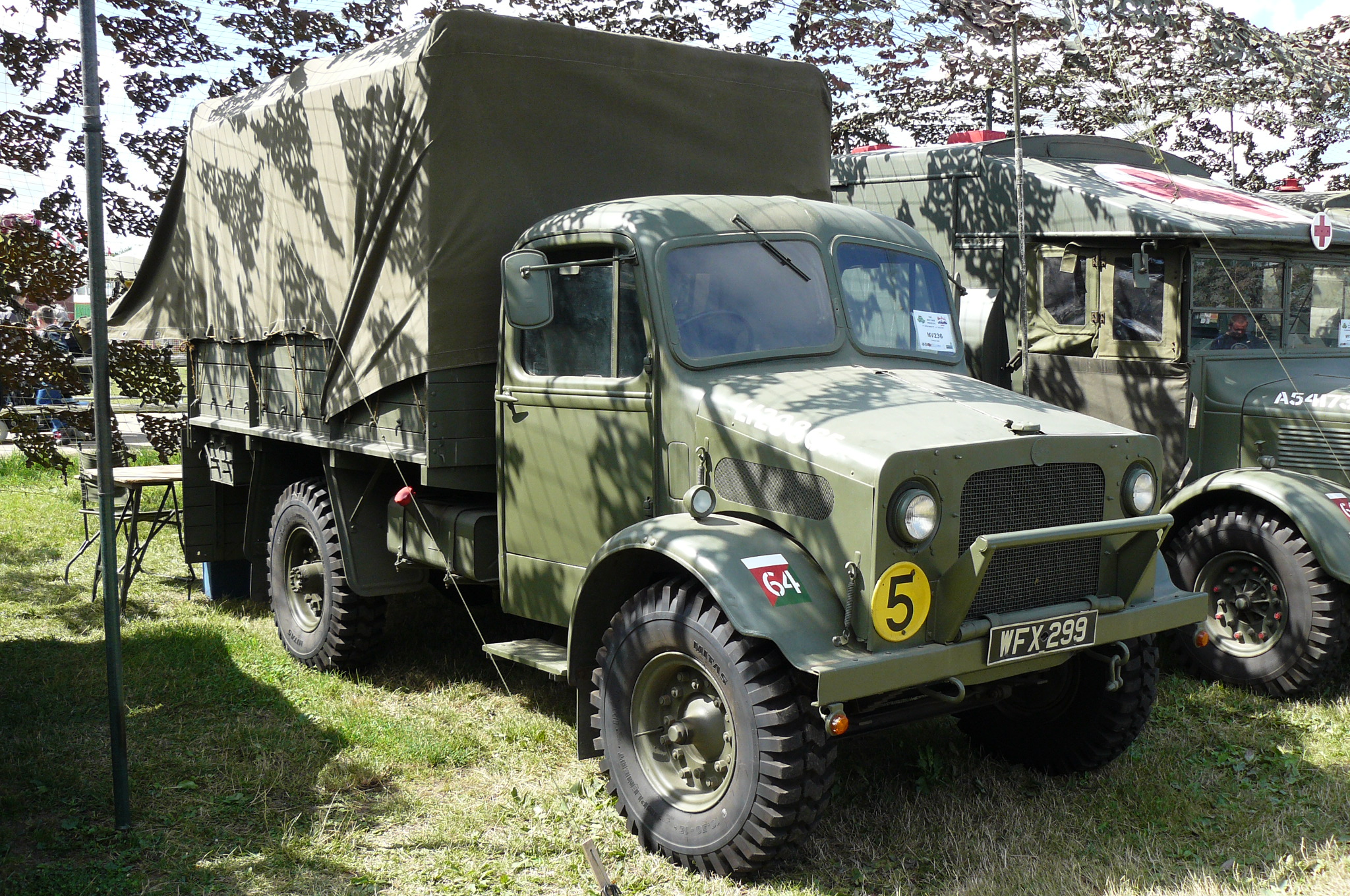
Bedford OXD

De Bedford OX en de grotere versie, de Bedford OY, waren de meest geproduceerde Britse militaire vrachtwagens tijdens de Tweede Wereldoorlog. Tussen 1939 en 1945 werden ruim 95.000 voertuigen aan het leger geleverd.

## Geschiedenis
Bedford was een dochterbedrijf van Vauxhall Motors. Het Amerikaanse automobielbedrijf General Motors was weer de eigenaar van Vauxhaul. In de jaren twintig exporteerde General Motors vrachtwagens naar Engeland, maar besloot in 1929 de vrachtwagens ter plaatse te assembleren. Dit gebeurde in de Engelse plaats Luton, wat onderdeel uitmaakt van het graafschap Bedfordshire. In de loop van de jaren dertig begon Bedford Vrachtwagens met de eigen ontwikkeling van vrachtwagens.
In de aanloop van de Tweede Wereldoorlog was Bedford gestart met het ontwerp van een lichte vrachtwagen voor de krijgsmacht, de Bedford MW met een laadvermogen van circa 750 kilogram. In 1938 had het leger dit voertuig getest, maar nog geen orders geplaatst. Door de oorlogsdreiging werd Bedford ook gevraagd zwaardere vrachtwagens te ontwikkelen met een laadvermogen van 1,5 ton en 3 ton. Voor deze militaire voertuigen gebruikte Bedford de civiele modellen met type aanduiding OS en OL als basis. De OS had een wielbasis van 2819 mm en een laadvermogen van 3-4 ton en hieruit werd de OX ontwikkeld; de langere OL, 3988 mm en 5 ton respectievelijk, was de basis voor de OY. Reeds in september 1939 plaatste de Britse regering de eerste order voor 5000 exemplaren van de Bedford OX en tevens voor de Bedford OY 11.000 stuks. Pas met de introductie van de Bedford QLD startte de fabrikant met de productie van 4×4 aangedreven voertuigen.

## Beschrijving
Het civiele ontwerp werd op een aantal punten aangepast voor militair gebruik. De bestuurderscabine werd vereenvoudigd en kreeg een robuuster uiterlijk. Het cabine bleef desondanks relatief comfortabel dankzij metalen deuren; andere militaire voertuigen hadden veelal een open cabine en konden alleen met canvas worden afgeschermd. Net als bij het civiele modellen werden alleen de achterwielen aangedreven (4×2). De Bedford benzinemotor had zescilinders en een inhoud van 3,5 liter. De watergekoelde motor had een vermogen van 72 pk goed voor een toegestane maximale snelheid van 65 km/h. De brandstoftank had een inhoud van 145 liter hetgeen het voertuig een bereik gaf van 450 kilometer.
In de figuur hieronder nog meer technische gegevens:
| Omschrijving              | Bedford OX | Bedford OY |
| ------------------------- | ---------- | ---------- |
| Wielbasis (in mm / inch)  | 2819 / 111 | 3988 / 157 |
| Lengte (in meter / inch)  | 4,9 / 195  | 6,2 / 245  |
| Breedte (in meter / inch) | 2,2 / 86   | 2,2 / 86   |
| Hoogte (in meter / inch)  | 3,2 / 126  | 3,1 / 122  |
| Leeggewicht (in ton)      | 2,6        | 2,7        |
| Laadvermogen (in ton)     | 1,5        | 3,0        |
| Aantal geproduceerd       | 24.429     | 72.385     |

## Versies

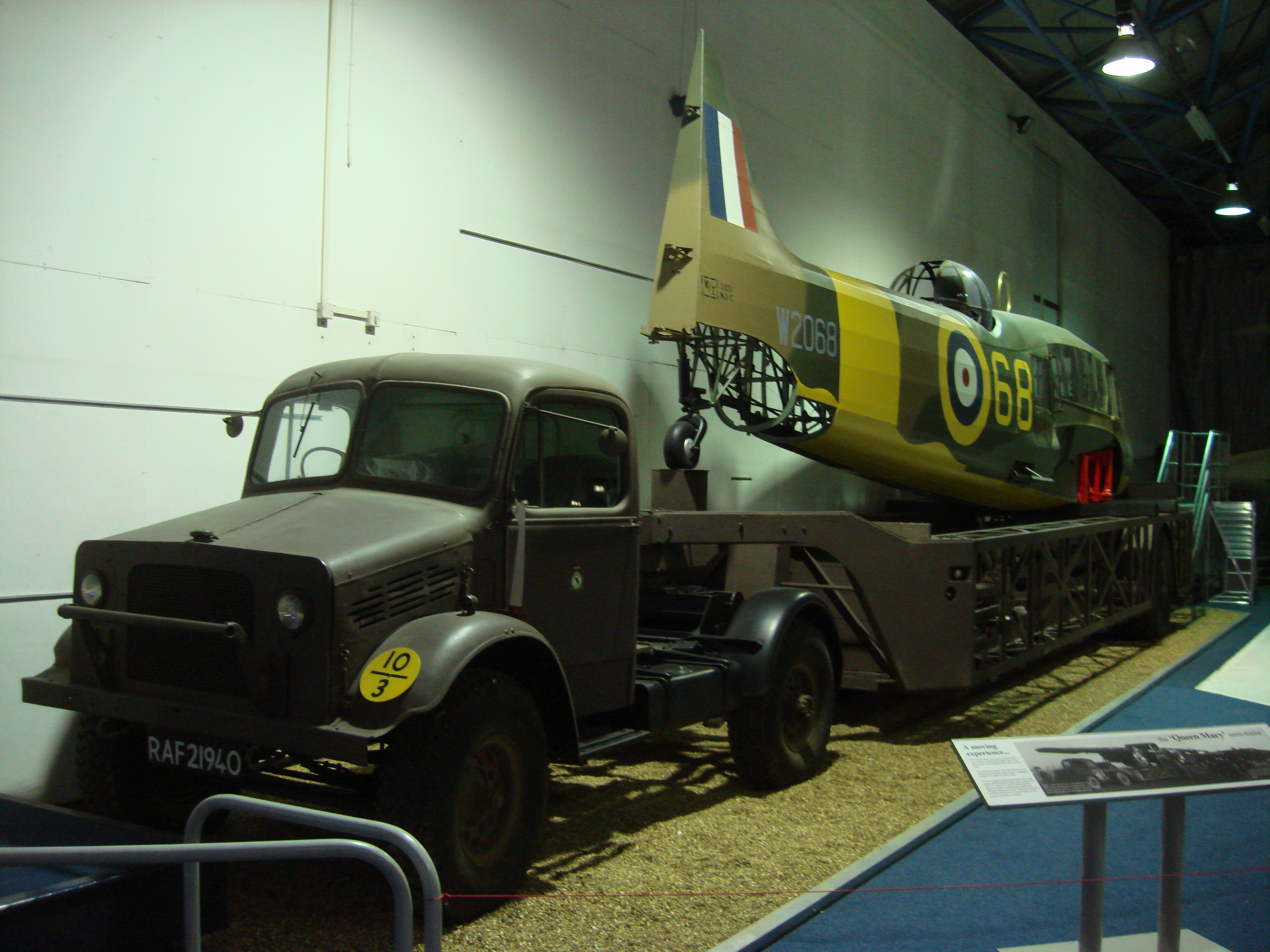
Bedford OXC met 'Queen Mary' oplegger

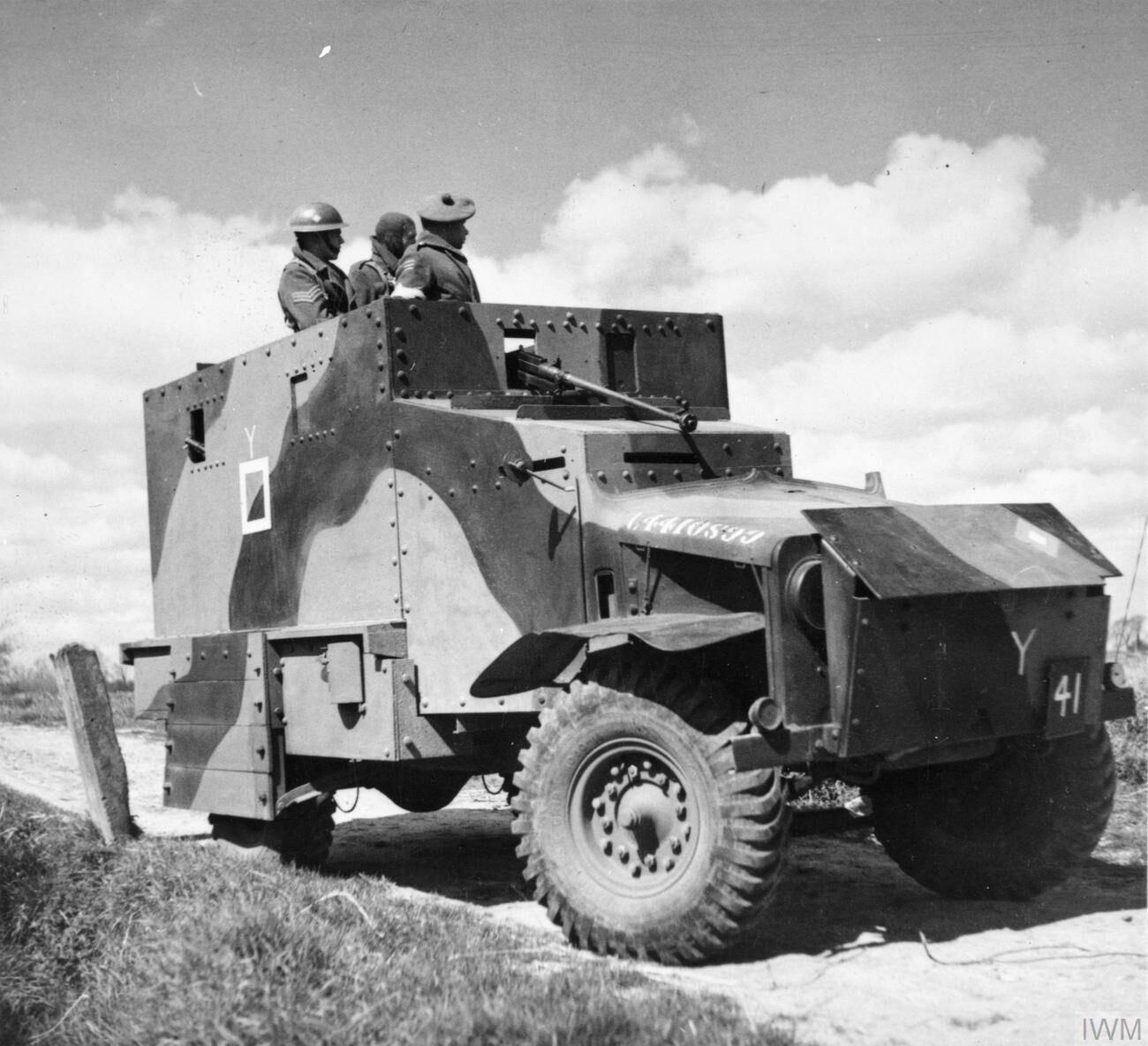
Bedford OXA

De meest geproduceerde versie was de vrachtwagen voor algemeen gebruik, de OXD en OYD. Van de OX zijn verder veel trekkers gemaakt, met de aanduiding OXC. Van de OY serie werden ook tankwagens gemaakt, voor water en brandstof, en versies voor het gebruik als mobiele werkplaats, bureauwagen, ambulance en meer.

### Bedford OXA
Een zeer bijzondere versie was de OXA, een pantserwagen. Het was bewapend met een machinegeweer en een licht antitankkanon van Boys. Het pantser was maximaal 9 mm dik en het voertuig woog 6,5 ton. Van dit type zijn 948 exemplaren gebouwd en deze was tot 1942 in gebruik. Bij de start van de Tweede Wereldoorlog had het land een grote behoefte aan pantserwagens, mede door de grote verliezen aan materieel tijdens de terugtocht uit Frankrijk. De Bedford OXA was een mogelijkheid om hierin snel te voorzien. De OXA is alleen ingezet bij de verdediging van Engeland bij een mogelijke Duitse invasie.

### Armadillo
Medio 1940 was Frankrijk verslagen door de Duitse Wehrmacht en was de dreiging van een invasie in Engeland groot. Het Britse leger had veel oorlogsmaterieel verloren toen het in juni 1940 met grote spoed uit Frankrijk moest terugtrekken. De vliegvelden van de RAF waren kwetsbaar tegen luchtlandingen zoals het Duitse leger had gedemonstreerd in Noorwegen en Nederland. Voor de bescherming van de vliegvelden waren op korte termijn veel gepantserde en bewapende voertuigen nodig. Civiele vrachtwagens werden gevorderd en hierop werd een - provisorische - bunker geplaatst. Hiervoor werden twee rijen dikke houten balken in een vierkant op de laadvloer van de vrachtwagen geplaatst, tussen de balken werd grind gestort wat voldoende bescherming bood tegen lichte vuurwapens. Het voertuig kreeg de naam Armadillo. De manschappen in de bunker konden via luiken in de wanden naar buiten schieten. Een dak ontbrak. De bewapening bestond meestal uit twee Lewis M.20 machinegeweren. De voertuigen waren zwaar beladen, maar gezien de vlakke terreinen en de korte afstanden die gereden moesten worden, was dit geen groot probleem.
De bestuurderscabine en de motor waren afgeschermd met stalen platen. Van de eerste versie, de Mark I, werden in enkele weken 312 exemplaren gemaakt. Op 20 juni 1940 kwam een vervolgorder voor nog eens 300 exemplaren, de Mark II. Hiervoor werden standaard Bedford vrachtwagens voor gebruikt met een laadvermogen van 1,5 of 3 ton. De Mark III was gebaseerd op een Bedford OY. Deze kregen een kleinere bunker om ruimte te maken voor een 37mm-kanon van Coventry Ordnance Works (COW). Dit snelvuurkanon uit de Eerste Wereldoorlog schoot granaten af van 680 gram, maar dit was voldoende effectief tegen vliegtuigen, lichte voertuigen en infanterie. Van de Mark III zijn 55 exemplaren gebouwd. Vanaf medio 1942 werden de 877 Armadillo's vervangen door Humber verkenningsvoertuigen.